# 天山百合
天山百合（学名：Lilium tianschanicum），一种分布于中国新疆维吾尔自治区天山地区的百合属植物。属于中国国家二级重点保护野生植物。

## 形态特征
天山百合茎直立，高约2.5（1英寸）。鳞茎球形，白色，直径约3（1.2英寸）；多肉质鳞片。叶针形，8－10厘米×2－5毫米，先端锐尖。花单生，有节。花被长圆状披针形，白色，大约4.5×1.2－1.5厘米，先端加厚，正面微小具小乳突；蜜腺两面具有浓密的小乳突。雄蕊花被片近等长；花药黄色，花期8月。